# Wiesnet-Eisstrom
Der Wiesnet-Eisstrom ist ein rund 24 km langer Eisstrom im westantarktischen Ellsworthland. An der Bryan-Küste mündet er westlich der Allison-Halbinsel in das Venable-Schelfeis.
Das Advisory Committee on Antarctic Names benannte ihn 2003 nach Donald R. Wiesnet von der National Oceanic and Atmospheric Administration, einem Pionier in den 1970er und 1980er Jahren bei der Benutzung von Fernerkundungsdaten für die Erstellung von Landkarten zu Antarktika.